# Josiah Ogden Hoffman (Politiker, 1766)

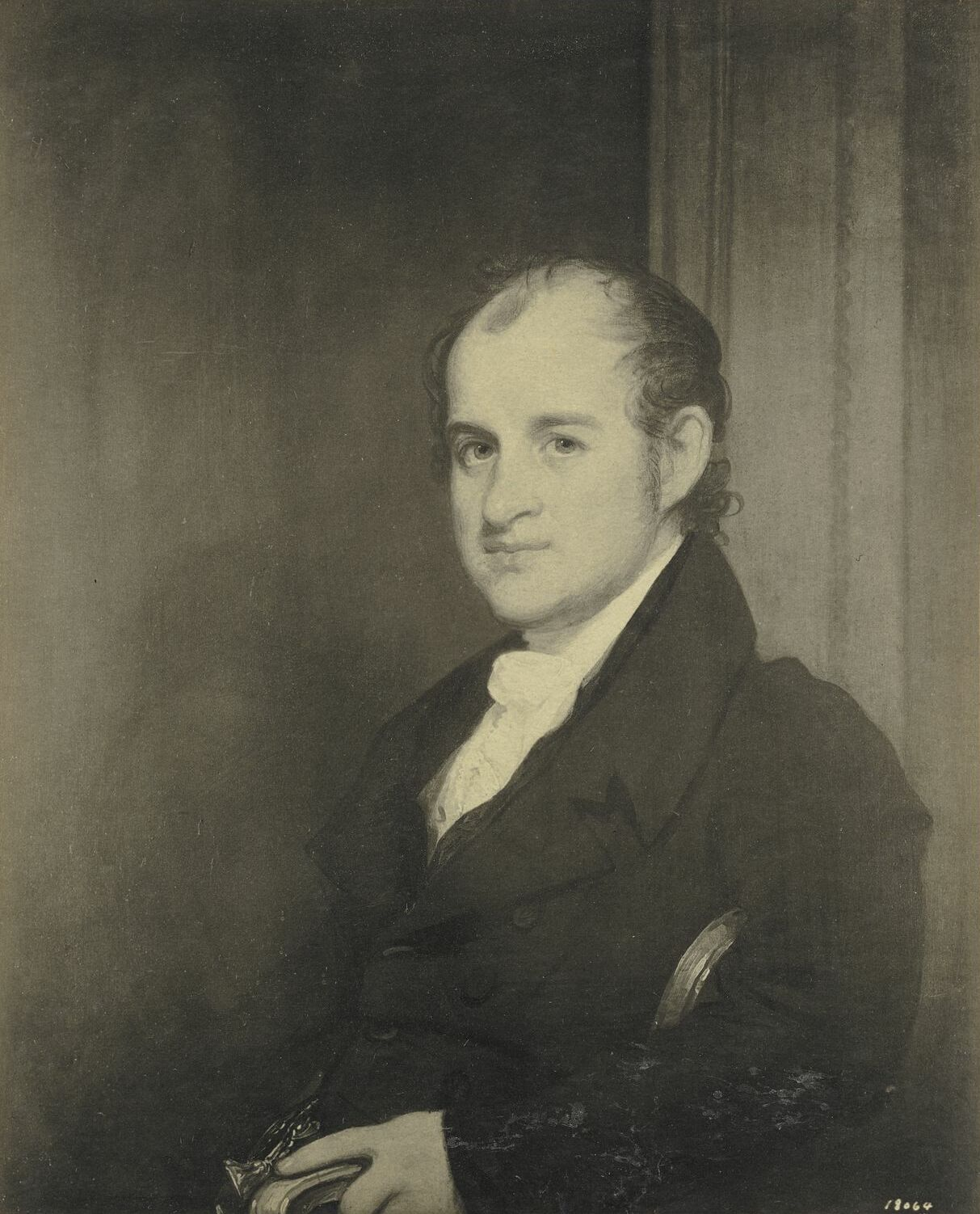
Josiah Ogden Hoffman (1775)

Josiah Ogden Hoffman (* 14. April 1766 in Newark, Province of New Jersey; † 24. Januar 1837 in New York City) war ein US-amerikanischer Jurist und Politiker.

## Werdegang
Josiah Ogden Hoffman, Sohn von Sarah Ogden (1742–1821) und Nicholas Hoffmann (1736–1800), wurde während der Regierungszeit von König Georg III. im Essex County geboren. Seine Jugend war vom Unabhängigkeitskrieg überschattet. Irgendwann studierte er Jura, erhielt seine Zulassung als Anwalt und begann dann in New York City zu praktizieren. In der Folgezeit trat er der Föderalistischen Partei bei. Am 16. Februar 1789 heiratete er Mary Colden (1770–1797). Das Paar bekam vier Kinder, einschließlich des Kongressabgeordneten Josiah Ogden Hoffman (Politiker, 1793).
Hoffman saß 1791, 1792, von 1792 bis 1793, 1794 und 1795 für das New York County in der New York State Assembly. 1795 wurde er Attorney General von New York – ein Posten, den er bis 1802 innehatte. Während dieser Zeit saß er von 1796 bis 1797 in der New York State Assembly. Am 7. August 1802 heiratete er seine zweite Ehefrau Maria Fenno (1781–1823), Tochter von John Fenno. Das Paar bekam drei Kinder, einschließlich des Dichters Charles Fenno Hoffman (1806–1884).
Von 1810 bis 1811 und von 1813 bis 1815 war er Recorder von New York City. Er saß von 1812 bis 1813 erneut in der New York State Assembly. 1828 wurde er zusammen mit Samuel Jones und Thomas J. Oakley zu den ersten Richtern des damals gegründeten New York City Superior Court ernannt – ein Posten, den er bis zu seinem Tod 1837 innehatte.

## Trivia
Der Schriftsteller Washington Irving studierte Jura in der Kanzlei von Hoffman und verlobte sich mit seiner Tochter Matilda Hoffman (1792–1809), welche vor der Eheschließung verstarb.
Der Politiker Gulian C. Verplanck studierte ebenfalls Jura in der Kanzlei von Hoffman und heiratete Mary Eliza Fenno († 1817), die Schwester von Hoffmans zweiter Ehefrau.